# Enrique Reyes Barreda
Enrique Reyes Barreda (21 de diciembre de 1927, Tuxpan, Jalisco, México - 13 de octubre de 2012, Guadalajara, Jalisco, México) fue un director de orquesta, arreglista y pianista mexicano.

## Biografía
Nace en Tuxpan, Jalisco, el 21 de diciembre de 1927. Fue el segundo hijo legítimo del profesor de música Juan Reyes Vázquez y de Rufina Barrera Miranda. Tenía la edad de 7 años cuando su señor padre lo inicia en el arte musical, pues empieza a enseñarle solfeo y dado el avance de sus estudios musicales un año después y contando con la edad de 8 años tocaba la trompeta en la Banda de Tuxpan, Jalisco que era dirigida por su tío paterno Isidoro Reyes Vázquez, de quien el joven Enrique sería su mejor discípulo en el estudio del violín.
Por el año de 1945 se organiza una orquesta por iniciativa del joven Enrique convirtiéndose así en el director de la misma. Eran integrantes de ella entre otros su padre y su hermano salvador.    
La afamada Orquesta de Enrique se presentó en distintas poblaciones nacionales e internacionales, en estados de la república mexicana, como: Sinaloa, Nayarit, Zacatecas, Guerrero, Colima, Michoacán, Querétaro, Guanajuato y por supuesto Jalisco, además de recorrer los Estados Unidos. En los años 60 la Orquesta Enrique Reyes grabó un disco LP Peerless La chica de Ipanema que fue muy aceptado en el medio musical.Así como más adelante dos más Enrique Reyes "La Orquesta de Guadalajara y Palladium RCA. Además ya a finales de los 90 también es producido un disco recopilatorio: Enrique Reyes y su Orquesta.
En mayo de 2008, la Administración Pública Municipal de Tuxpan, Jalisco, México reconoció sus méritos y lo galardonó otorgándole el reconocimiento al Mérito Tuxpanense. Falleció en la ciudad de Guadalajara el 13 de octubre de 2012.